# تل جحفية
تل جحفية هو موقع اثري شمال الأردن من العصر الحجري الحديث. يقع في قرية جحفية والتي هي على بعد 7.5 كم جنوب غرب مدينة إربد، وهو عبارة عن تلة مستديرة الشكل تبدو كموقع للمراقبة تقع على ربوة زودته بمنظر يطل على المنطقة الجبلية وموقعه الطبوغرافي على ارتفاع 765 متراً عن سطح البحر بالإضافة إلى موقعه الجغرافي بمنظر خلاب حيث يطل على المنطقة الجبلية المحيطة والتي تتميز بالانشطة الزراعية المختلفة.
تبلغ مساحة تل جحفية حوالي أربعة دونمات وسطح التل شبه الدائري تبلغ مساحته حوالي 950متراً مربعاً ويرتفع التل عن الأراضي بسبعة امتار متجهاً بانحراف بسيط إلى جهة الجنوب الغربي.
كشفت أعمال التنقيب عن جدار شبه دائري بارتفاع متر واحد وسماكة 80 سم يحيط بالموقع فتحات من جهة الشرق والشمال والجنوب الغربي فقط وكشف أيضاً عن جدار آخر حول قاعدة التل بارتفاع مترين ونصف ويزيد سمكه عن المتر.
أن موقع تل جحفية الأثري من أهم المواقع الأثرية في الأردن، حيث تمكن الباحثون من اكتشاف آثار متنوعة في هذا الموقع تعود للعصر الحديدي أي ما يقارب 2200ق.م ومن هذه المكتشفات العمارة والمباني السكنية وقطع من الفخار التي تعود لذلك العصر.وضحت الدراسات ان معظم الكسر الفخارية يمكن ان تؤرخ للعصر الحديدي والباقي ارخ للفترة البيزنطية والفترات الإسلامية المبكرة وتثبت المسوحات الأثرية أيضاً ان تل جحفية ومواقع صغيرة أخرى تعود لفترة العصر الحديدي وتتفق مع النظام المعماري لكل من تل الحصن وتل اربد.

## تنقيبات تل جحفية
بالتعاون مع جامعة مونستر University of Münster وجامعة اليرموك تركزت التنقيبات على المنطقة العلوية من التل لدراسة التراكم الحضاري الذي يعود إلى العصرين البرونزي المتأخر والحديدي. عثر على جدران حجرية صوانية ضخمة وبعض المعالم المعمارية التي تعود للفترة البزنطية / الأموية على اطراف التل.